# Rutger Hauer Film Factory
De Rutger Hauer Film Factory is een  filmschool opgericht door Rutger Hauer in 2006 in Nederland.
De Rutger Hauer Film Factory heeft als doel het organiseren van masterclasses, workshops en cursussen voor filmmakers, studenten in film en de audiovisuele sector en getalenteerde scholieren. Evenals het promoten en versterken van de internationale  filmbranche via een netwerk van participanten en experts.
Op de Rutger Hauer Film Factory wordt een trainingsprogramma aangeboden voor filmregisseurs, filmproducenten, acteurs, DOP'S en filmeditors over de gehele wereld. Gedurende de masterclass vormen de verschillende disciplines een team om enkele korte films te maken in een omgeving van complete creatieve en experimentele vrijheid.
Tijdens het productieproces van de korte films krijgen de studenten van de Rutger Hauer Film Factory workshops en lezingen over camera en licht, acteren, regisseren, monteren, productie, art direction, sound design, nieuwe mediatechnieken, internationale coproductie en sales en marketing.
Voor de Rutger Hauer Film Factory geldt een toelatingsprocedure.